# ITT Inc.
ITT Inc. er et amerikansk industriselskab med hovedkvarter i Stamford, Connecticut. De er specialiseret i komponenter til flyindustri, transport, energi og industri. ITT har tre divisioner: Industrial Process, Motion Technologies og Connect and Control Technologies. De har over 10.000 ansatte i over 35 lande. Virksomheden blev oprindeligt etableret i 1920 som International Telephone & Telegraph. I 1960'erne og 1970'erne begyndte virksomheden at udvikle sig med industriproduktion. I 1995 blev virksomheden delt i tre og det nuværende selskab ITT Industries (senere ITT) blev oprettet.